# Humour russe
 (mai 2024).
Si vous disposez d'ouvrages ou d'articles de référence ou si vous connaissez des sites web de qualité traitant du thème abordé ici, merci de compléter l'article en donnant les références utiles à sa vérifiabilité et en les liant à la section « Notes et références ».

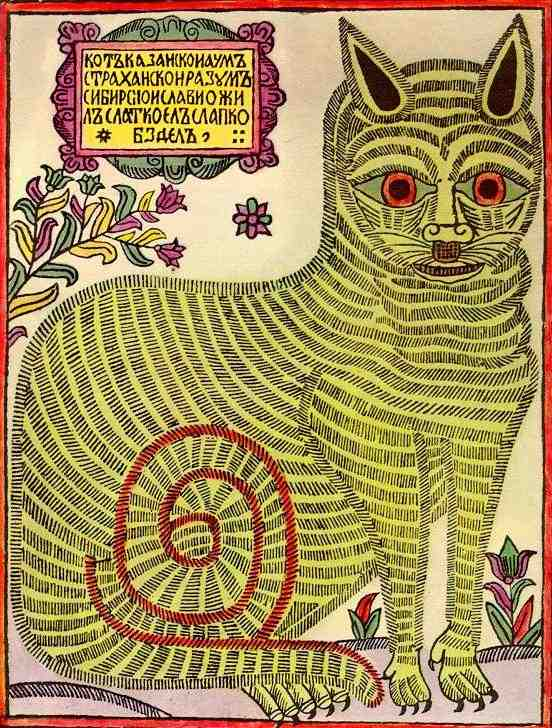
Dessin satirique russe

L’humour russe, comme dans d’autres cultures, va du trivial au sérieux, de l'obscène à la satire politique en passant par les jeux de mots.
Mais il profite de la richesse et de la grande souplesse de la langue russe qui permet des jeux de mots et des associations inattendues.

## Satires politiques
Tout au long de l’histoire russe, l’humour reste une expression de l’esprit créatif humain. Sous le dogmatisme ascétique du clergé au Moyen Âge, le rire humain est considéré comme païen et suspect.
Durant la période soviétique, le magazine satirique Krokodil persifle, dans des limites strictement fixées par la censure, l’incompétence de tel ou tel responsable, l’alcoolisme, les superstitions, les popes ou encore les pratiques de l’économie parallèle, mais se garde bien de critiquer le pouvoir, car plus encore que pendant l’empire tsariste, l’humour politique populaire est potentiellement dangereux : c'est une contre-culture de libération permettant de résister et de ridiculiser la nomenklatura et les dérives du régime.
Pendant la période dite de « stagnation brejnévienne », l’affaiblissement de la répression sociale et politique favorise l’expression de traits d’esprit acérés dénonçant les dysfonctionnements du système,. Avec la dislocation de l'URSS au début des années 1990 et sa transformation en CEI, suivie par l’occidentalisation de l’économie durant la période de transition, l’humour politique mute et s’adapte, ciblant notamment les oligarques, ces hommes d’affaires mafieux.

## Blagues russes (anekdot)
La forme la plus populaire d’humour est celle de l’anekdot, que la Russie partage avec les autres pays de l’ancien bloc de l'Est. Ces « blagues russes » se caractérisent par un effet de surprise, créé par une variété infinie de jeux de mots et de situations ou de répliques comiques évoquant la vie quotidienne et sociale de chaque époque.

## Les toasts
Porter un toast peut prendre la forme d’anecdotes ou d’histoires « pas si courtes », conclues par Ainsi c’est ici que… avec une chute pleine d’esprit se référant au début de l’histoire. Exemple : « Dans les années 1970, si on demandait à un flic de la Place rouge à Moscou où était la boîte de nuit la plus proche, il vous répondait : « Helsinki ». Pour remédier à ce manque et répondre aux besoins des touristes occidentaux, Brejnev décide d'ouvrir une boîte à Moscou. Au bout de trois mois, il convoque le directeur pour un premier bilan : « Alors, combien de clients nous ont laissé leurs dollars ? » - « Un seul, camarade Brejnev, il est resté deux minutes. » - « Comment ? mais qu'est-ce qui n'allait pas ? la musique ? la nourriture ? les boissons ? » - « Impossible, camarade Brejnev, on avait le rock à la mode, les mets les plus succulents, du whisky écossais, du chianti italien, du champagne français, de la bière allemande ! » - « Les filles alors ? » - « Impossible, camarade Brejnev, on n'a pris que du personnel fiable, rien que des babouchkas membres du Parti depuis au moins 1950 ! » Pour remédier à cette situation, Brejnev fait embaucher de belles « devotchka » sexy. Les occidentaux affluent, tout le personnel des ambassades s'y presse, les micros enregistrent 24 h sur 24, les dollars s'accumulent. Brejnev vient vérifier lui-même le succès, et voilà qu'une « devotchka » lui tape dans l'œil. Il la courtise assidûment, mais celle-ci est très farouche. À la fin, n'y tenant plus, il s'exclame : - « Mais enfin, qu'est-ce que tu attends de moi ? ». La danseuse : - « Que vous ouvriez les frontières  » - « Ainsi, c'est là que je comprends ton manège, petite coquine : tu veux qu'on reste tout seuls, toi et moi ! ».

## Tchastouchka
Une forme spécifiquement russe de l’humour est la tchastouchka, chanson composée par strophe de quatre vers, souvent obscène, humoristique ou satirique. Exemple : « Un camarade avait un chien, qu’il aimait beaucoup : sa femme le jalousait. Il le nourrissait de viande, qui coûtait beaucoup : sa femme l’a empoisonné. Le camarade tua sa femme, ce qui lui coûta beaucoup : elle était au Parti. Le NKVD arrêta le camarade, qui avoua tout : il est en Sibérie. »
Les inversions russes ne sont pas des blagues russes en soi, mais des blagues populaires construites sur un chiasme se moquant des dérives de l’État communiste. Exemple : « En Amérique, vous pouvez toujours trouver une « party » ; en Russie soviétique, c’est le Parti qui vous trouve ». joue sur la différence de sens du mot « party » en anglais (fête) et du mot « Parti » (Parti communiste). En français, la traduction ne rend pas compte du jeu de mots : « En Amérique, vous pouvez toujours trouver une fête ; en Russie soviétique, c’est le Parti qui vous trouve ». Ce style d’humour est rendu célèbre par l’acteur émigré Yakov Smirnoff.
On peut aussi noter cet exemple de Garry Kasparov :  

« Chaque pays possède sa propre mafia, mais en Russie, la mafia possède son propre pays. »

## L’humour noir
En plus des blagues, l’humour russe s’exprime en des jeux de mots et de courts poèmes (appelés également les « versets sadiques ») mêlant humour noir et dérision. Ceux-ci sont très semblables aux berceuses macabres de l’illustrateur américain Edward Gorey.
On retrouve dans ces poèmes 2 personnages récurrents, un petit garçon et une petite fille sans prénoms.
La plupart de ces poèmes parlent de la mort ou d’expériences tragiques. Ce type d’humour est très populaire chez les enfants.
| Un garçonnet trouve une belle mitraillette — Et maintenant, sa bourgade est déserte. (Variante : Un garçonnet a trouvé un lance-flamme — Dans son village il n'y a plus une seule âme.) | Маленький мальчик нашёл пулемёт — Больше в деревне никто не живёт. |

| Un garçonnet s'amusait dans le sable, Une bétonneuse arriva, implacable. Pas de bruit, pas de cri, pas de son… Seules les sandales dépassent du béton. | Маленький мальчик в песочке играл, Тихо подъехал к нему самосвал. Не было слышно ни крика, ни стона — Только сандали торчат из бетона. |

| L'invité sur le divan A un clou dans son devant. Oui, c’est moi qui l'ai cloué : Ça l'empêche de s'en aller. | На диване сидит гость, У него в груди гвоздь. Это я его прибил, Чтобы он не уходил. |